# Южная Замбоанга
Южная Замбоанга (исп. Zamboanga del Sur, себ. Habagatang Zamboanga, таг. Timog Sambuwanga) — провинция Филиппин на юге полуострова Замбоанга на острове Минданао. Административный центр — город Пагадиан, который одновременно является центром региона IX (Полуостров Замбоанга). В состав провинции входит 26 муниципалитетов и 1 город. Законодательная власть принадлежит совету из 14 членов с вице-губернатором во главе. Глава провинции, обладающий исполнительной властью — губернатор.

## География
На юге территория провинции омывается водами залива Морос. Соседние провинции: на севере — Северная Замбоанга, на западе — Замбоанга-Сибугей, на востоке — Северный Ланао, на северо-востоке — Западный Мисамис.

## Климат
В наиболее сухих местах выпадает 1599 мм осадков в год, максимальный показатель — 3500 мм в год. Температура в течение года не изменяется по сезонам, что характерно для экваториального климата, но колеблется от 22 до 35 °C в зависимости от других факторов.

## История
Название «Замбоанга» происходит от местного слова, означающего «место цветов», «богатая цветами». Это же название носит полуостров, три другие соседние провинции и один из городов этой области. Исторически Южная Замбоанга была центром области, населенной маврами, или филиппинскими мусульманами (см. народы моро) и, кроме неё, в эту область входили ещё четыре округа: Котабато, Давао, Сулу, Ланао. В 1940 году все округа соединились.
В истории, в отличие от других регионов Филиппин, здесь господствовали не испанцы, а мусульмане. Затем, как и в других частях страны, верх одержали американцские колонизаторы. В течение 2-й Мировой войны Филиппины пережили японскую оккупацию. В этот же период административным центром был город Диполог. Временно эту функцию выполнял также город Молаве. В 1952 году Южная Замбоанга выделилась в отдельную провинцию.

## Население
Этническая разнородность явилась одним из важных факторов развития провинции, но в то же время и причиной ряда проблем. С древних времен местное население формировалось из мигрантов. Первыми в этой зоне оказалась народность субанон. За ними последовали народы бисайя, мусульманские народы. Сегодня по статистике здесь представлены этнические группы, говорящие на следующих языках:
- себуано — 77,6 %
- субанон — 9 %
- языки моро — 6,6 %
- чабакано — 1,33 %
- илокано — 1 %
- тагальский — 0,3 %
- другие — 4 %

В жизни местного населения важную роль играет религия. Среди бисайя и говорящих на чабакано, среди выходцев с Лусона распространен католицизм. Распространены в меньшей степени и другие церкви и секты христианского толка: Единая церковь Христа, Адвентисты Седьмого дня, Свидетели Иеговы, Независимая церковь Филиппин.

## Административное деление
В административном отношении делится на 26 муниципалитет и 1 город:

### Город
- Пагадиан (Pagadian City)

### Муниципалитеты
- Аурора (Aurora)
- Байог (Bayog)
- Диматалинг (Dimataling)
- Динас (Dinas)
- Думалинао (Dumalinao)
- Думингаг (Dumingag)
- Гипос (Guipos)
- Хозефина (Josefina)
- Кумаларанг (Kumalarang)
- Лабанган (Labangan)
- Лейквуд (Lakewood)
- Лапуйян (Lapuyan)
- Махайяг (Mahayag)
- Маргосатубиг (Margosatubig)
- Мидсалип (Midsalip)
- Молаве (Molave)
- Питого (Pitogo)
- Рамон Магсайсай (Ramon Magsaysay)
- Сан Мигэль (San Miguel)
- Сан Пабло (San Pablo)
- Соминот (Sominot)
- Табина (Tabina)
- Тамбулиг (Tambulig)
- Тигбао (Tigbao)
- Тукуран (Tukuran)
- Винченцо А. Сагун (Vincenzo A. Sagun)